# Abdisalam Ibrahim
Abdisalam Abdulkadir Ibrahim (* 1. Mai 1991 in Mogadischu) ist ein norwegischer Fußballspieler somalischer Herkunft, der momentan beim norwegischen Klub Ullensaker/Kisa IL unter Vertrag steht. Er war der erste Spieler mit somalischen Wurzeln, der in der Premier League spielte.

## Karriere
Geboren in Mogadischu, zog er mit seiner Familie im Jahr 1998 nach Norwegen. Dort spielte er in den Jugendmannschaften von Øyer-Tretten IF und Lørenskog IF, bis er 2005 zu Fjellhamar FK, wo er im Jahr 2006 im Alter von 15 Jahren sein Debüt in der Herrenmannschaft gab.
Anfang des Jahres 2007 unterzeichnete er einen Dreijahresvertrag für die Jugendakademie des englischen Topklubs Manchester City, gültig ab dem 1. Juli 2007. Im Frühjahr 2008 gewann er mit seinem Team den FA Youth Cup, wo man sich nach Hin- und Rückspiel mit 4:2 gegen den FC Chelsea durchsetzte.
Sein erstes Profispiel bei den Citizens absolvierte er am 24. Januar 2010 beim FA-Cup-Spiel gegen Scunthorpe United. Dazu saß er auf der Bank bei der 1:3-Niederlage gegen den Rivalen Manchester United im Old Trafford beim League Cup und beim Sieg gegen den FC Portsmouth am 31. Januar. Am 21. Februar gab er dann endlich sein Premier-League-Debüt beim 0:0-Unentschieden gegen den FC Liverpool. Am 7. April 2010 einigten sich er und sein Verein über einen neuen Vertrag, der bis zum Jahr 2014 lief.
Im Januar 2011 wurde Ibrahim für einen Monat an Scunthorpe United ausgeliehen, doch nach Ablauf des Monats wurde die Leihfrist bis zum Saisonende hin verlängert. Für Scunthorpe absolvierte er elf Spiele ohne jeglichen Torerfolg.
Zur Saison 2011/12 wurde Ibrahim an NEC Nijmegen ausgeliehen. Am 3. Dezember erzielte er beim 3:3-Unentschieden gegen den FC Groningen sein erstes Tor als Profi. Da Ibrahim mit seiner Reserverolle bei N.E.C. nicht zufrieden war, einigten sich der Spieler und die beiden Vereine Ende März, dass er direkt zu Manchester City zurückkehrte.
Zur Saison 2012/13 wechselte Ibrahim auf Leihbasis in seine Heimat zu Strømsgodset IF. Der Leihvertrag lief bis zum Jahresende. Im Januar 2013 wurde der Leihvertrag um weitere sechs Monate verlängert.
Im Januar 2014 wechselte Ibrahim zum griechischen Rekordmeister Olympiakos Piräus. Der Mittelfeldakteur unterschrieb einen Vertrag über dreieinhalb Jahre und wurde für die zweite Saisonhälfte an den griechischen Erstligisten Ergotelis ausgeliehen, wo er bis zum Saisonende zwölf Spiele bestritt. Bei der 1:4-Niederlage gegen seinen Stammverein Olympiakos Piräus erzielte er den einzigen Treffer seiner Mannschaft.

## Nationalmannschaft
Ibrahim hat alle norwegischen Jugendnationalmannschaften von der U-15 bis zur U-19 durchlaufen. Obwohl er noch für die U-19 spielberechtigt ist, spielt er auch schon für die U-21. Er hätte immer noch die Möglichkeit für sein Heimatland Somalia zu spielen, jedoch möchte er im Falle einer Nominierung für Norwegen spielen. Dies wurde durch sein Nationalmannschaftsdebüt am 15. Januar 2014 beim 2:1-Sieg über die Moldau bestätigt.

## Spielstil
Trotz seinen jungen Alters wird sein Spielstil mit dem seines früheren Mannschaftskollegen Patrick Vieira verglichen.

## Erfolge
Manchester City:
- FA Youth Cup: 2008

Strømsgodset IF:
- Norwegischer Meister: 2013

Olympiakos Piräus:
- Griechischer Meister: 2014/15
- Griechischer Pokalsieger: 2014/15